# Aethiamblys camerunensis
Aethiamblys camerunensis är en stekelart som beskrevs av Heinrich 1967. Aethiamblys camerunensis ingår i släktet Aethiamblys och familjen brokparasitsteklar. Inga underarter finns listade i Catalogue of Life.